# Tysklands samling 1871
Tysklands samling 1871 var den formelle samling af en række større og mindre stater, primært tysktalende, til én nationalstat, som fandt sted den 18. januar 1871 ved udråbelsen af det Tyske kejserrige i Versailles, under ledelse af den preussiske kong Wilhelm 1.
Tysklands samling var kulminationen på 1800-tallets tyske centraliseringsproces som blev indledt ved Napoleon 1. af Frankrigs opløsning af det tidligere tyske rige, det Tysk-Romerske Rige i 1806 under Napoleonskrigene. Det tyske område bestod på daværende tidspunkt af flere hundrede selvstændige stater, der varierede i størrelse og befolkningstal.
I løbet af 1800-tallet og med fremkomsten af nationalismen i hele Europa, opstod ønsket om en egentlig tysk statsdannelse med eller uden det i starten dominerende Østrig, der både før og efter krigene stod i skarp konkurrence med Preussen.

## Vejen til Tysklands samling
Efter opløsningen af det Tysk-romerske rige opstod et ønske om at forene de tyske områder. Perioden med revolutionskrigene, og Napoleonskrigene, og den spirende europæiske liberalisme, og nationalisme skabte en intellektuel basis for en samling.
Oplevelserne under krigene skabte et fælles tysk ønske om at fjerne de franske besættelsesstyrker og genvinde kontrollen med de tyske områder.
Resultatet blev i første omgang det Tyske Forbund, hvor Østrig stadig var den ledende magt og til dels ignorerede Preussens magt og stilling indenfor det tyske område.
Ligeledes kom der i løbet af århundrede teknologiske fremskridt, der medvirkede til at forene de tyske befolkninger. Rejsetiden blev mindre, billigere og nemmere og det fik befolkningerne til at se de ting der forenede dem, udover det tyske sprog. I forlængelse af den spirende nationalismen blev der skrevet fælles sange, og det geografiske fællesskab blev hyldet.
Et af de store problemer gennem 1800-tallet med at samle de tyske stater var, om man skulle tilstræbe en stortysk eller en lilletyske løsning. Den tyske dualisme med to stærke stater, Østrig og Preussen der konstant kæmpede med hinanden om magten i Centraleuropa, vanskeliggjorde processen. Preussen ønskede naturligt en lilletysk løsning uden det katolske Østrig og med dem som den ledende tyske stat.

## Det Tyske Forbund
De mange tyske fyrstendømmer og kongeriger, som fandtes før Napoleonskrigene, blev på Wienerkongressen i 1815 reduceret til 38 i det Tyske Forbund.
På det tidspunkt ønskede ingen af de tyske rigsfyrster en samlet statsdannelse, da det ville begrænse deres magt og indflydelse, og i stedet blev forbundet oprettet.
Som under det tysk-romerske rige var det sydlige Østrig den ledende tyske stat i forbundet, men både det politiske og økonomiske tyngdepunkt blev i løbet af 1800-tallets første del, forskudt til den anden store tyske stat, Preussen i nord.
Tiden efter Wienerkongressen blev kaldt restaurationen og blev præget af modstand fra demokratiske, liberale og nationale kræfter i Europa. Det kulminerede i flere oprør og revolutioner i 1848 i de tyske stater, heriblandt Østrig og Preussen.
Efter revolutionen og vedtagelsen af et forfatningsudkast tilbød parlamentarikerne i det første samlede demokratisk valgte tyske parlament i Frankfurt am Main, Frankfurterparlamentet, den preussiske konge at blive kejser i et tysk kejserrige uden Østrig. Da han afslog denne opfordring med henvisning til, at han var udvalgt af Gud, slog forsøget på at forene hovedparten af de tyske stater på basis af et konstitutionelt monarki fejl.
Forsøget med at forene de tyske stater under revolutionerne i 1848 slog fejl, men den efterfølgende preussiske "real-politik" anført af Otto von Bismarck styrkede Preussens stilling, der siden kunnen gennemføre den formelle samling af de tyske områder.

## Tyske Toldforbund
Samtidig med eksistensen af det Tyske Forbund, blev det Tyske Toldforbund oprettet i 1834 under preussisk ledelse, og med deltagelse af 23 selvstændige medlemmer. Forbundet skulle sikre indre handelsfrihed bag en fælles ydre toldmur og danne ramme om samarbejde vedrørende samfærdsel, først og fremmest om bygningen af et fælles koordineret jernbanenet.
Forbundet blev oprettet uden deltagelse af Østrig, der dels var mistroisk overfor den preussiske dominans, og til dels holdt sig udenfor da store dele af det multinationale kejserrige befandt sig udenfor de tyske områder.
Udtryk for politisk liberalisme var underlagt censur, hvorimod liberalistisk økonomiske interesser ingen begrænsninger mødte i forbundet. Den økonomiske integration af medlemslandende banede vejen for den senere politiske integration under preussisk ledelse.

## Samlingskrigene
Den politisk ledende kraft bag Preussens samling af Tyskland blev fra 1862 Otto von Bismarck, der som preussisk ministerpræsident styrede begivenhederne og via tre krige fik sikret landes altdominerende stilling.
Bismarck anvendte den 2. Slesvigske krig i 1864 og den Preussisk-østrigske krig i 1866 til at afskaffe Det Tyske Forbund og presse Østrig ud af tysk politik. De 21 tyske stater nord for Main-floden indgik derefter i Det Nordtyske Forbund i 1867, under ledelse af den preussiske konge.
Samtidigt blev flere tyske stater, der havde været allieret med Østrig, inkorporeret i Preussen, hvorved de mistede deres selvstændige status. Det drejede sig om kongeriget Hannover, kurfyrstendømmet Hessen-Kassel, hertugdømmet Nassau. Dertil blev store dele af storhertugdømmet Hessen-Darmstadt overdraget til Preussen.
Den Fransk-tyske krig i 1870 fuldbyrdede processen mod en egentlig tysk statsdannelse.

## Proklameringen af det tyske kejserrige
Som konsekvens af krigen og den franske kapitulation blev Det Nordtyske Forbund, sammen med dets allierede sydtyske stater omdannet til et centraliseret kejserrige med Berlin som hovedstad.
De sydtyske stater var Kongeriget Bayern, Kongeriget Württemberg, Storhertugdømmet Baden samt de dele af Storhertugdømmet Hessen, som ikke havde sluttet sig til Det Nordtyske Forbund.
Den 18. januar 1871 udråbtes kong Wilhelm I af Preussen, efter ønske fra Bismarck, til tysk kejser i Versaillesslottet. De preussiske styrker havde deres hovedkvarter i slottet under belejringen af Paris fra 1870 til 1871. De tyske rigsfyrster ankom til slottet for at deltage i proklamringen.
Bismarck fik forinden kong Ludwig 2. af Bayern, der var regent for den største tyske stat efter Preussen, til i et brev at anmode Wilhelm om at modtage den tyske kejsertrone. Derved understregedes den nye nationalstats monarkiske legitimitet.

## Fakta
Rigsforfatningen 1871 byggede på Den Nordtyske Forbunds forfatning, ifølge hvilken det preussiske kongehus besad værdigheden som tysk kejser, havde den øverste militære myndighed og udnævnte rigskansleren.
Et forbundsråd blev sammensat af delegerede fra de enkelte stater, hvoraf Preussen var størst. De delte den lovgivende magt med en rigsdag, som blev valgt ved almindelig valgret.
Bayern opretholdt sin egen hær i fredstid, og beholdt, som også Württemberg, sit eget postvæsen. I alle de sydtyske stater forblev de statslige jernbaner og visse andre rettigheder under egen kontrol. På det udenrigspolitiske område fastholdt de retten til at opretholde egne diplomatiske forbindelser
Den tyske rigsmøntlov indførte en fælles valuta – Reichsmark – i Det Tyske Rige. Den nye valuta var baseret på guldstandarden.
Efter nederlaget i 1. verdenskrig blev Rigsforfatningen i 1919 afløst af Weimarrepublikkens forbundsforfatning.

## Problemer efter foreningen
Mens den formelle samling af Tyskland til en politisk og administrativ enhed skete i 1871, fandt foreningen af de tysktalende befolkninger først sted efter en lang årrække. Foreningen i 1871 medvirkede paradoksalt også til at synliggøre de religiøse, sproglige, sociale og kulturelle forskelle blandt og mellem befolkningerne, og mellem de tyske stater.
Et eksempel på denne forskel var den tyske kulturkamp, der opstod umiddelbart efter foreningen.
48°48′13″N 2°07′13″Ø / 48.803581°N 2.120333°Ø